# Isolotto dei Conigli
L'Isolotto dei Conigli, talvolta anche noto come Isola di Camerota, è un isolotto disabitato dell'Italia, in Campania. È situato di fronte a Marina di Camerota, frazione di Camerota.

## Geografia
L'isola sorge ad ovest dell'abitato marinese, tra le spiagge di Calanca e Capogrosso, ed a circa 180 metri dalla terraferma. A circa 6 km a nord da esso si trova, presso Palinuro, il quasi omonimo e più piccolo isolotto Il Coniglio. L'Isolotto dei Conigli fa parte della Costiera Cilentana, le cui altre isole sono, a nord, lo Scoglio Trentova, Licosa, Il Coniglio e lo Scoglio Mingardo; ed a sud Lo Scialandro.